# 市原市立明神小学校
市原市立明神小学校（いちはらしりつ みょうじんしょうがっこう）は、千葉県市原市姉崎にある公立小学校。文部科学省学校コードはB112210004574、旧学校調査番号は121082。通称は明神（みょうじん）、明神小（みょうじんしょう）。

## 概要
市原市西部の姉崎地区に位置する。地区の中心地域の一部と東部の住宅地域及び工業地域を通学区域として指定している。通学区域周辺には京葉工業地域の工場群、近年開発された住宅街、田園地帯など様々な景観が見られる。校名は「明神様」と呼ばれ、古来から人々に親しまれてきた姉埼神社の近くにあることに由来する。
市原市では全ての市立学校において2学期制を採用している。

## 沿革

### 概歴
京葉工業地域の開発に伴う地域人口の増加により、市原市立姉崎小学校から分離して開校した。のちに青葉台団地造成に伴う人口増加により市原市立青葉台小学校を分離している。最盛期には児童数1,100名を超えたものの、現在の在籍児童数は300名を下回るなど、少子化が進行している。

### 年表
- 1971年（昭和46年） - 市原市立姉崎小学校より分離し開校[5]。児童数695名。
- 1972年（昭和47年）3月1日 - 校舎供用開始[5]。
- 1975年（昭和50年） - 市原市立青葉台小学校が分離開校[6]。仮校舎は本校に1〜4年生、市原市立姉崎中学校に5・6年生[5]。
- 1976年（昭和51年） - 市原市立青葉台小学校第1校舎完成に伴い移転[6]。
- 1981年（昭和56年） - 創立10周年。児童数1,100人を超える[3]。
- 2001年（平成13年） - 文部省指定道徳教育推進校指定[3]。
- 2012年（平成24年） - 読書教育研究指定(〜2017)[3]。
- 2021年（令和3年） - 創立50周年記念アート制作[3]。

## 校則

### 校歌
作詞：小倉一郎

## 施設

### 敷地
敷地の詳細は以下の通りである。
- 所在地：〒299-0111 千葉県市原市姉崎1850番
- 所有者：市原市
- 敷地面積：29,297m2
- 取得価格：763,130,000 円
- 都市計画区域：第一種低層住居専用地域
- 指定建蔽率：30%
- 指定容積率：50%

### 建物
敷地内に存在する建物は以下の通りである。
| 棟番号 | 棟名称         | 構造 | 階数 | 延床面積   | 建築年 | 耐震   | 耐震       | Is値 | 備考       |
| ------ | -------------- | ---- | ---- | ---------- | ------ | ------ | ---------- | ---- | ---------- |
| 001    | 校舎・園舎     | RC造 | 3    | 2,296.00m2 | 1972年 | 旧基準 | 耐震工事済 | 0.73 | [ 注釈 1 ] |
| 002    | 校舎・園舎     | RC造 | 3    | 1,840.00m2 | 1974年 | 旧基準 | 耐震工事済 | 0.71 | [ 注釈 2 ] |
| 003    | 体育館         | 不明 | 1    | 802.00m2   | 1979年 | 旧基準 | 耐震工事済 | 0.89 | [ 注釈 3 ] |
| 004    | 校舎・園舎     | RC造 | 2    | 794.00m2   | 1972年 | 旧基準 | 耐震性あり | 0.75 |            |
| 005    | 脱衣室・更衣室 | RC造 | 1    | 83.00m2    | 1998年 | 新基準 | 耐震性あり |      |            |
| 006    | 倉庫・物置     | 木造 | 1    | 41.00m2    | 1972年 | 旧基準 | -          |      |            |
| 007    | 倉庫・物置     | 木造 | 1    | 26.00m2    | 2002年 | 新基準 | -          |      |            |
| 008    | 倉庫・物置     | 木造 | 1    | 20.00m2    | 1989年 | 新基準 | -          |      |            |

### その他
- 校庭
- プール

### 併設施設
- 明神小学校児童クラブ（学童保育）

## 規模
2022年4月1日現在はの学校規模は以下の通りである。
| 生徒数   | 281名                            |
| 学級数   | 14学級                           |
| 学区面積 | 7.104km2（うち工業地域3.206km2） |
| 学区人口 | 9,032人                          |

### 推移
学校規模の推移は以下の通りである。
| 年度                   | 生徒数  | 学級数 | 備考            |
| ---------------------- | ------- | ------ | --------------- |
| 1971年度（昭和46年度） | 695名   | 18学級 |                 |
| 1981年度（昭和56年度） | 1,105名 | 29学級 | 市内7番目の規模 |
| 2007年度（平成19年度） | 462名   | 16学級 |                 |
| 2008年度（平成20年度） | 446名   | 16学級 |                 |
| 2009年度（平成21年度） | 445名   | 14学級 |                 |
| 2010年度（平成22年度） | 426名   | 14学級 |                 |
| 2011年度（平成23年度） | 433名   | 16学級 |                 |
| 2012年度（平成24年度） | 414名   | 16学級 |                 |
| 2013年度（平成25年度） | 408名   | 16学級 |                 |
| 2014年度（平成26年度） | 407名   | 16学級 |                 |
| 2015年度（平成27年度） | 378名   | 15学級 |                 |
| 2022年度（令和4年度）  | 281名   | 14学級 |                 |

## 通学区域
以下の町丁字とその範囲を通学区域として指定している。
- 姉崎の一部
- 姉崎海岸の一部
- 畑木

## 通学区域内施設
- 千葉県立姉崎高等学校
- つぼみの森第二保育園
- イトーヨーカドー姉崎店
- スーパーガッツ姉崎店
- マルエイ姉崎店
- 姉崎公園
- 出光興産千葉事業所

## 中学校区
- 市原市立姉崎中学校

## 隣接小学校区
- 市原市立青葉台小学校
- 市原市立姉崎小学校
- 市原市立海上小学校
- 市原市立千種小学校
- 市原市立東海小学校

## 交通
- JR姉ケ崎駅から
  - 小湊鉄道バス（姉崎高校前経由）
    - 「姉崎台十字路」下車、徒歩5分
    - 「姉崎台」下車、徒歩7分
    - 「明神小学校入口」下車、徒歩8分